# 霞が関ビルディング
霞が関ビルディング（かすみがせきビルディング、略称：霞が関ビル）は、東京都千代田区霞が関三丁目にある地上36階、地下3階、地上高147mの超高層ビル（オフィス・商業複合施設）。所有者は三井不動産。34階に入居する霞会館は現在も敷地の一部と10階、11階部分を所有する。

## 概要
本邦初の超高層ビルで、1970年（昭和45年）3月に世界貿易センタービルディングが竣工するまで2年弱、日本最高度の建築物であった。
複合高層ビルの先駆けとして、36階に展望台、下層階にビル内郵便局と診療所、地上階周囲に公開緑地それぞれを設け、「街」機能を取り込んで再興した。
大型H型鋼を全面採用する柔構造で免震、スリット入り耐力壁で異なる震度に耐震など地震性能の顕著な向上を図り、「セルフクライミング方式」のタワークレーン、「デットプレート捨型枠工法」の床版工事など新工法を採用するほか工程管理を累積的に改善  して工事費の抑制を図り、163億6300万円とした。
1972年（昭和47年）にアポロ計画の有人月面着陸を祝し、本邦で初めてビル照明を制御してウィンドアートで外壁にメッセージを描いた。
空調、給水、情報通信などインフラストラクチャーの更新に周辺再開発を伴う大規模改修を、総額約470億円で1989年、2000年、2009年に実施した。東日本大震災後の2014年（平成26年）に防災対応能力を強化した。

## 沿革

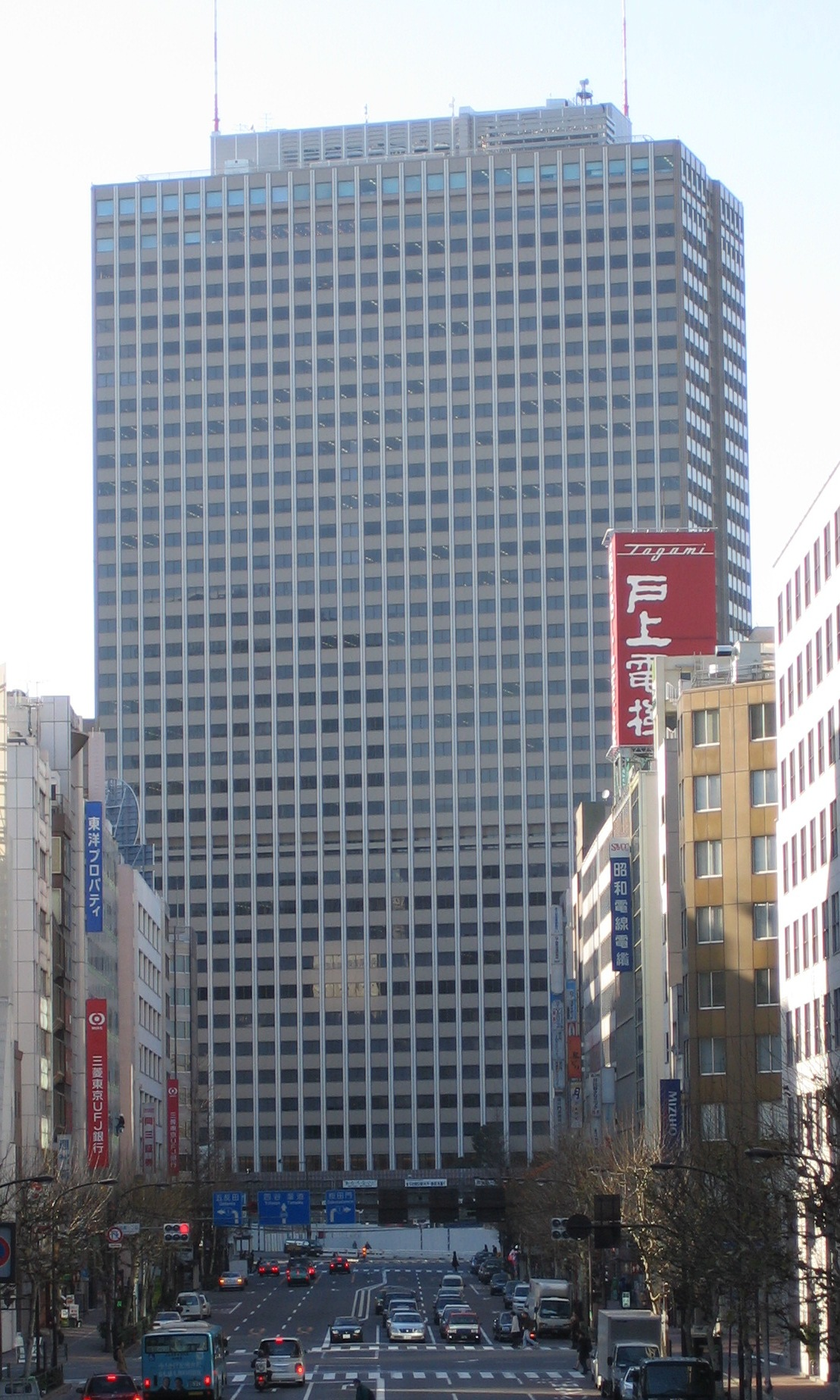
霞が関ビルディング遠景

1959年（昭和34年）秋ごろ、東京倶楽部の向井忠晴会長（元三井総元方理事長）から当地にあった倶楽部ビル（敷地2000坪）の建て替えについて、三井不動産の江戸英雄社長に協力が求められ、立地条件も良いので、共同ビルを建設することで合意した。だが、着工直前に景気が悪くなり、政府からビル建設ストップ令が出て、着工の1年繰り延べを勧告された。ストップ令が出ている間に、東京倶楽部の有力メンバーで同倶楽部との話の橋渡しをした寺島宗従から、隣接する霞会館（敷地約3000坪）も共同開発を希望している、と伝えられる。江戸が細川護立理事長と徳川宗敬副理事長を訪問して自分の考えを伝えると、「それはいい考えだ。一つよろしく頼む」とそれぞれから賛同を得て霞会館も共同開発に参加し、東京倶楽部と霞会館の敷地統合の話が進んだ。5000坪に旧来の31メートル以下百尺規制でビルを建てると、敷地いっぱいの平面的なビルになり、長い廊下、採光の悪さなどの欠点が出て、都市美観上も好ましくなかった。
当時は建築行政で新しい動きが出ていた。旧建築基準法でも周囲に広い道路、空き地があれば、31メートル以上のビルを認める特別の緩和制度があり、この特例を利用して、16階のビルを建てることを計画したが、河野一郎建設大臣の諮問に応えて、1962年（昭和37年）10月、日本建築学会が高さ制限を撤廃し、代わって容積制限制度を導入すべきとの答申を出した。建築手法の上で、従来の剛構造理論にかわって画期的な柔構造が確立されつつあった。当時の三井不動産は超高層ビル建設に傾力し、61年末に柔構造の超高層オフィスビル（30階）と周辺開発の青写真が描かれ、62年6月に霞が関ビル企画室、10月に建設委員会が設けられた。63年7月に学会の意見に基づき、高さ制限を撤廃する建築基準法の改正が実現した。全体計画の進行中に東京倶楽部から「64年秋の東京オリンピックまでに、新ビルを完成させたい」と強い申し入れがあり、霞が関第一期工事として地上6階建ての東京倶楽部ビルを先行して着工した。

### オープン
超高層ビルの建設は特定街区の手法を活用し、北側に隣接する増築を計画中であった会計検査院（2007年中央合同庁舎第7号館に新築移転）の敷地との間で使用権交換が行われ、64年8月になって、建設省から3ヵ所を統合した特定街区の第1号となる「東京都市計画霞ヶ関三丁目特定街区」の指定を得た。ビル設計は、山下寿郎設計事務所に依願され、施主である三井不動産と鹿島建設（のちに三井建設も参加）の2社が、設計から竣工まで緊密に協力する体制を構築し、その後、ビル建設委員会には、武藤清、高山英華、吉武泰水ら建築学者も参加する協力体制のもと、1965年（昭和40年）3月18日に起工、1967年（昭和42年）4月18日に上棟し、1968年（昭和43年）4月12日にオープンした。
日本におけるはじめての高層ビルの建設のため苦労も多く、そのエピソードはNHKのテレビ番組『プロジェクトX〜挑戦者たち〜』でも取り上げられた。竣工当時、13階は縁起の悪い数字のため、テナントではなくビル内の空調機器をまとめて配置する機械室として用いられた。非常階段は中央共用部に設置され、火災の際に煙が溜まらない構造となっている。
ビルは建設中から、見物人が大挙して現場に押し寄せ、その完成は人々を驚かせ、開館後、最上階36階の展望台「パノラマ36」は大盛況となった。この展望台は最上階機械室のまわりの空間を回廊式にしただけのものだったが、連日、虎ノ門交差点あたりまで長い行列ができ、入場料だけで数階分ビルの家賃に匹敵する収入があった。しかし、高層ビルが珍しくなくなった1989年（平成元年）にフロアはオフィスへと改装された。展望室の閉鎖後、35階でレストラン、宴会場、会議室を運営する東海大学校友会館が、一般客が利用できる最上階となったが、 2020年（令和2年）8月から休館となった。
ビルの総容積は約50万立方メートル（総重量約10万トン）あり、東京ドームが竣工する前は莫大な体積を表現する際に「霞が関ビル何杯分」という表現がよく使われていた。かつてはGoogleで「東京ドームを霞ヶ関ビルで」と検索すると、「1東京ドーム = 2.48 霞ヶ関ビル」と換算が表示される機能が実装されていたが、2018年（平成30年）時点この機能は削除されている。

### リニューアル
平成年代に入り、IT化などを踏まえ、断続的に設備のリニューアルを実施した。特に、2001年（平成13年）からの霞が関三丁目エリアの再開発（「霞が関コモンゲート」）に併せ、隣接する霞が関ビルでも低層部の増築や改装などが行われ、ビル単体に止まらず地域全体の付加価値の向上が図られた。この再開発計画によって、2007年（平成19年）に竣工した霞が関コモンゲート西館（175.78m）及び東館（156.67m）は、霞が関ビルの高さを上回っている。また先述の東京倶楽部ビルも建て替えられ、同年竣工した。

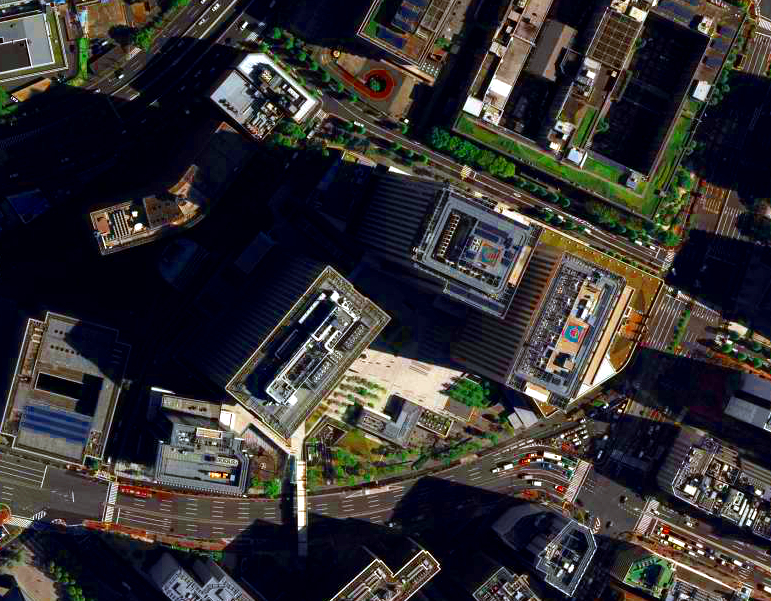
霞が関ビルディング（中央左）の航空写真。霞が関コモンゲート（中央右）、東京倶楽部ビルディング（中央下）に隣接している（2009年4月27日撮影）

## 難航した資金調達とテナント探し
昭和40年不況にもろにぶつかり、資金調達とテナント探しはいずれも難航した。建設には150億円もの巨額資金を調達する必要があったが、金融難の折から、三井系大企業の再建に追われていた三井銀行と三井信託銀行を全面的に頼ることはできなかった。日本開発銀行が「超高層ビルの技術開発」のためとして、60億円の融資を約束したが、大蔵省が待ったをかけ、この話も流れてしまった。弱りきった江戸が面識のあった第一生命の村上兼次副社長のもとを訪ね窮状を訴えると、村上がほかの生保にも呼びかけてくれることを約し、生保5社で融資団を結成、75億円の資金を集めてくれた。さらに、銀行5行の融資団もでき、合計100億円の融資のメドがついた。
テナントはビルが完工する1年前から受け付けを開始した。日本最初の超高層ビルということで、マスコミは早くから大きく取り上げ、2、3階、それに地下1階のショッピングゾーンは、またたく間に成約をみたものの、オフィス部分は打診はあっても、ビル不況のときで、なかなか成約に結びつかなかった。このため江戸がトップセールスでテナント探しにかけずり回った。
テナント候補企業のなかには、超高層ビルは地震のとき危険だという先入観を抱き、二の足を踏むところもあった。そこで安全性を科学的に説明した映画をみせたりして、PRに努めた。そうした熱心な売り込みが奏効し、竣工年の秋には満室となった。

## 受賞
1968年に日本建築学会賞業績部門賞、69年に第10回BCS賞を受賞、03年にはDOCOMOMO JAPAN選定 日本におけるモダン・ムーブメントの建築に選定。08年の低層部リニューアルが09年グッドデザイン賞受賞。

## 主な入居企業など
- 霞会館
- 東海大学校友会館 2020年8月から休館。
- アジア開発銀行駐日代表事務所・アジア開発銀行研究所
- 伊藤忠エネクス
- プルータス・コンサルティング
- マツダ東京本社（登記上の本店は広島県安芸郡府中町）
- こども家庭庁

## その他
- ビル名や所在地名は「霞が関」であるが、最寄り駅としては地下鉄の虎ノ門駅が霞ケ関駅より近い[24]。
- 霞が関ビルや周辺ビルに勤めるワーカーを対象に、情報誌『リエゾン』を発行していたが、2021年春号を以って休刊した。
- ビル専用の郵便番号「100-60xx」が設定されている（末尾2桁は階数を示す、地階および階数不明の場合は100-6090）。
- エレベーターロビーのあるフロアは2階(Lbと表示されている)である。1階は飲食店ゾーンである。外からエレベーターロビーに直接入られるため、35階建てのように見える。
- 同じ霞が関3丁目（特許庁の隣接地）には、近鉄不動産が手掛けた「近鉄霞が関ビル」（「近鉄霞が関ビルディング」ではない）が所在する。

## ギャラリー

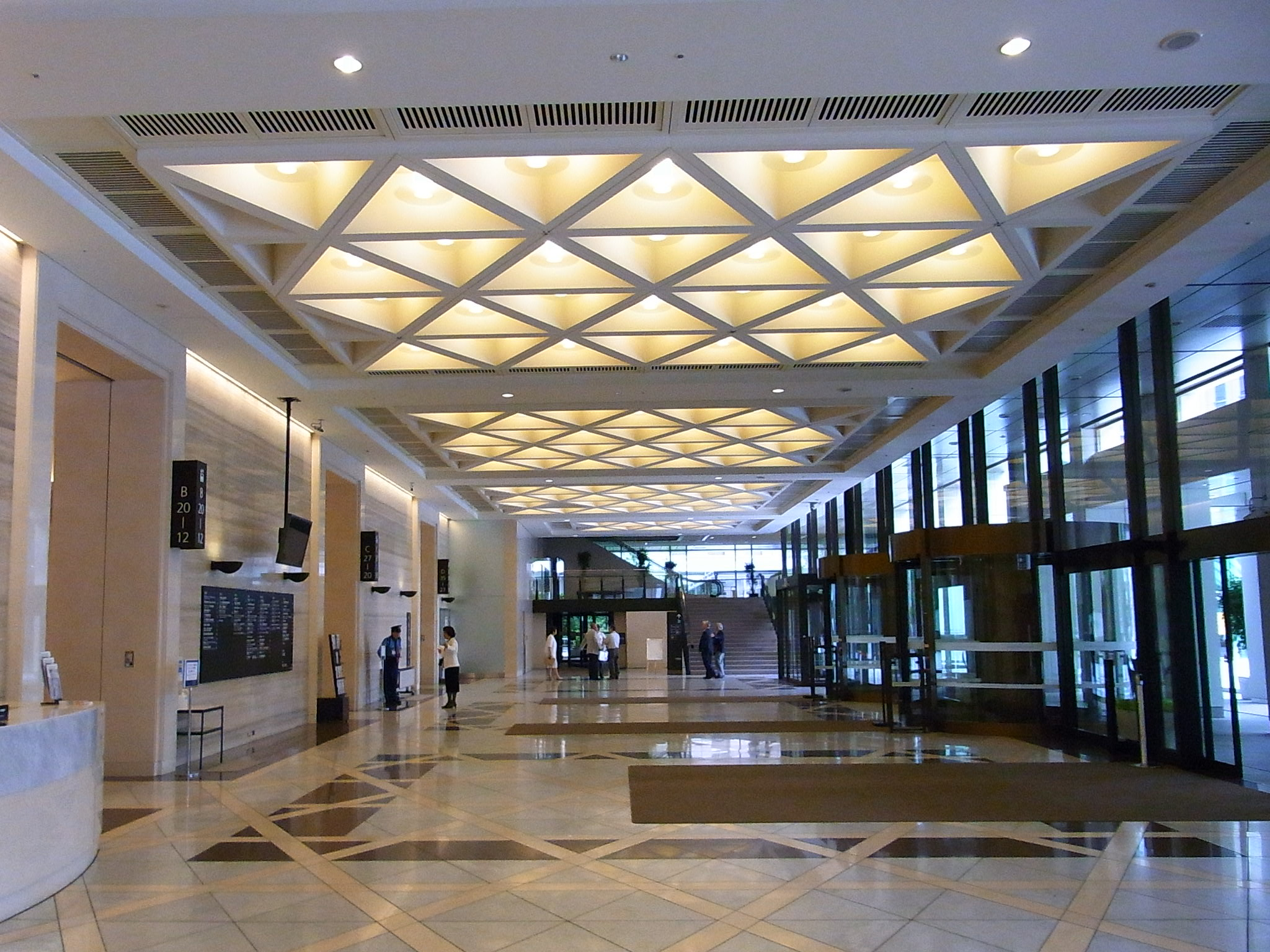
エントランスロビー（2010年6月20日撮影）
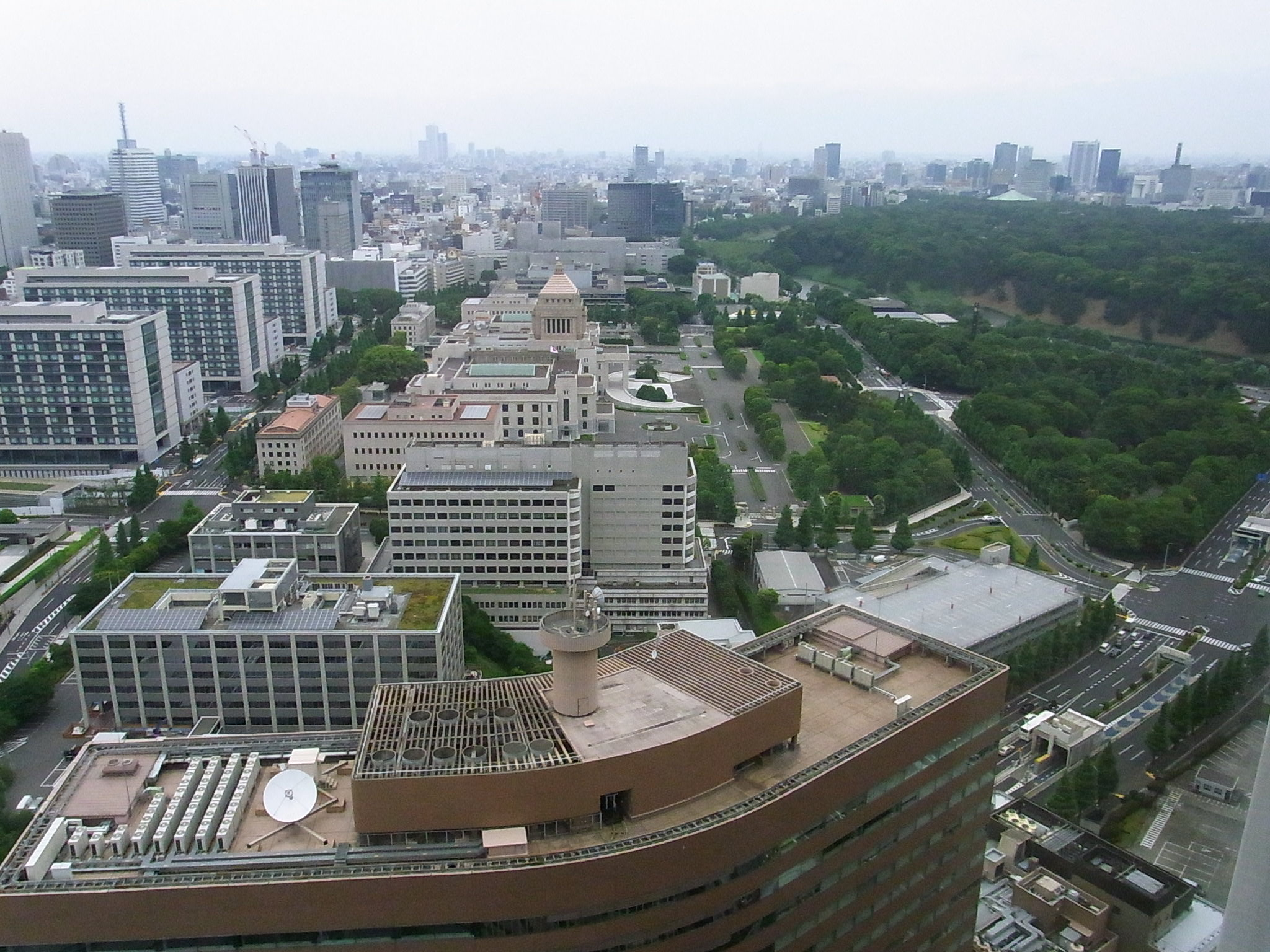
北側の皇居、国会議事堂等を見る（2010年6月20日撮影）
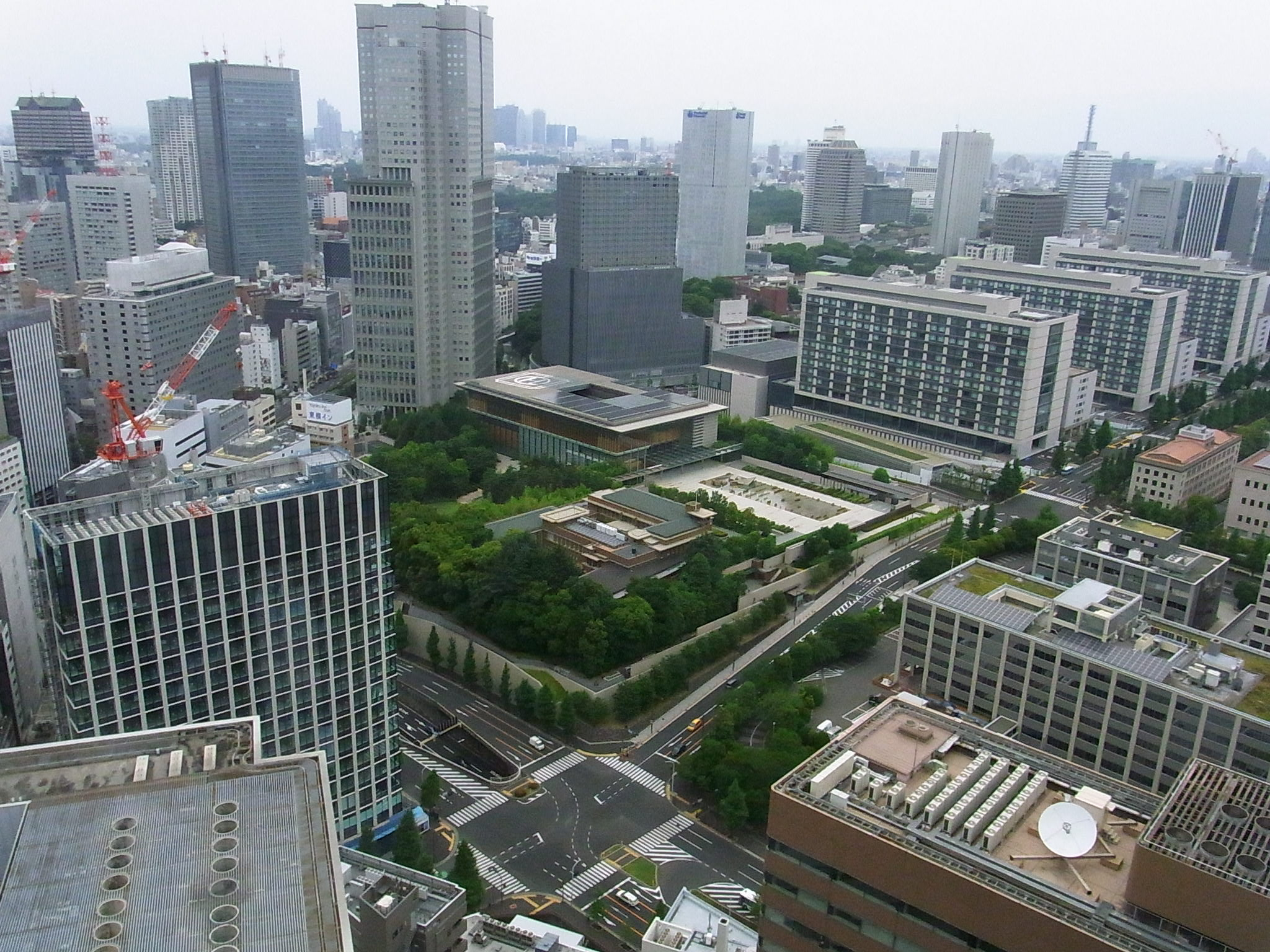
北西側の首相官邸、衆議院第一議員会館等を見る（2010年6月20日撮影）
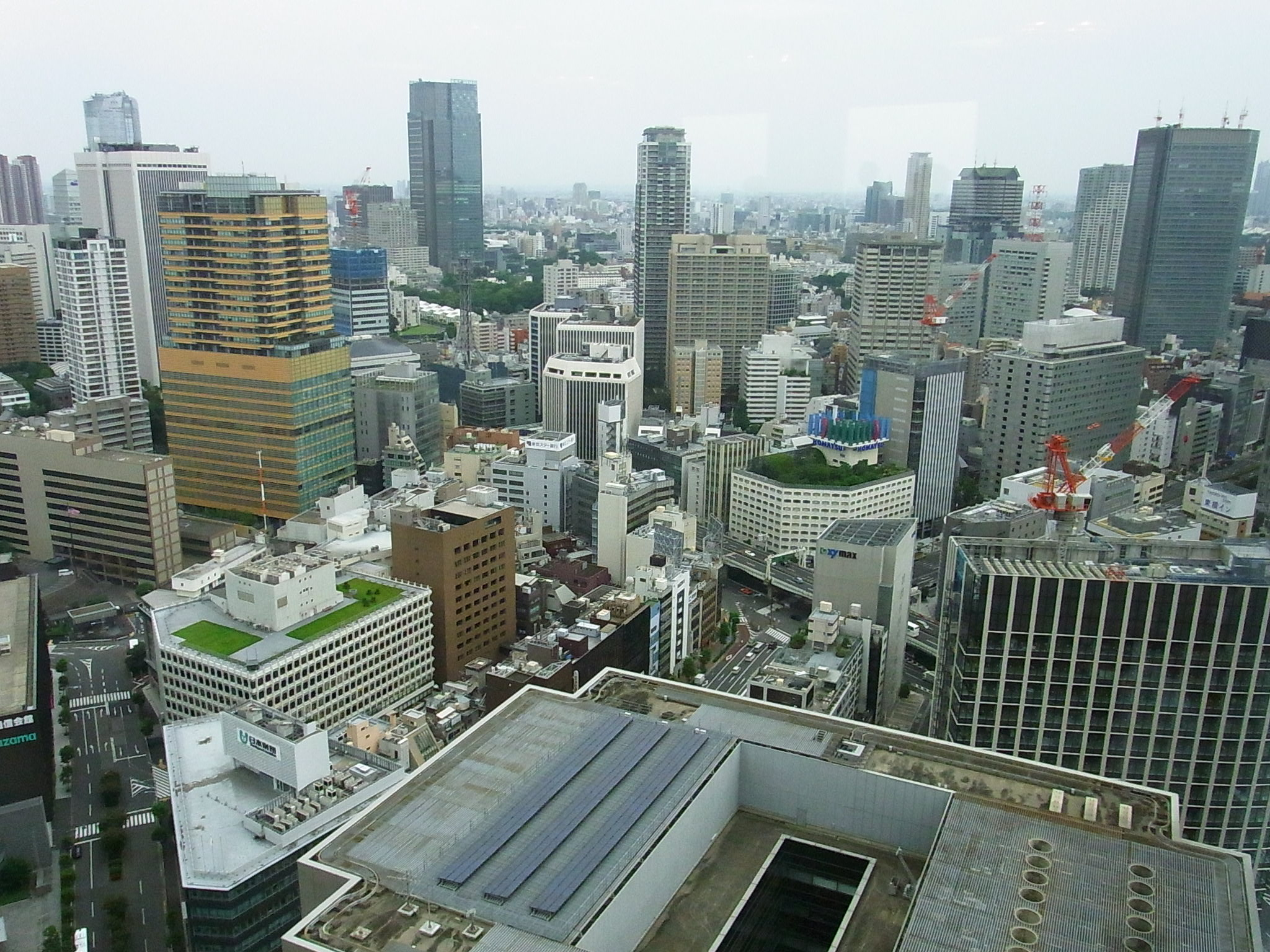
西側の在日米国大使館などを見る（2010年6月20日撮影）
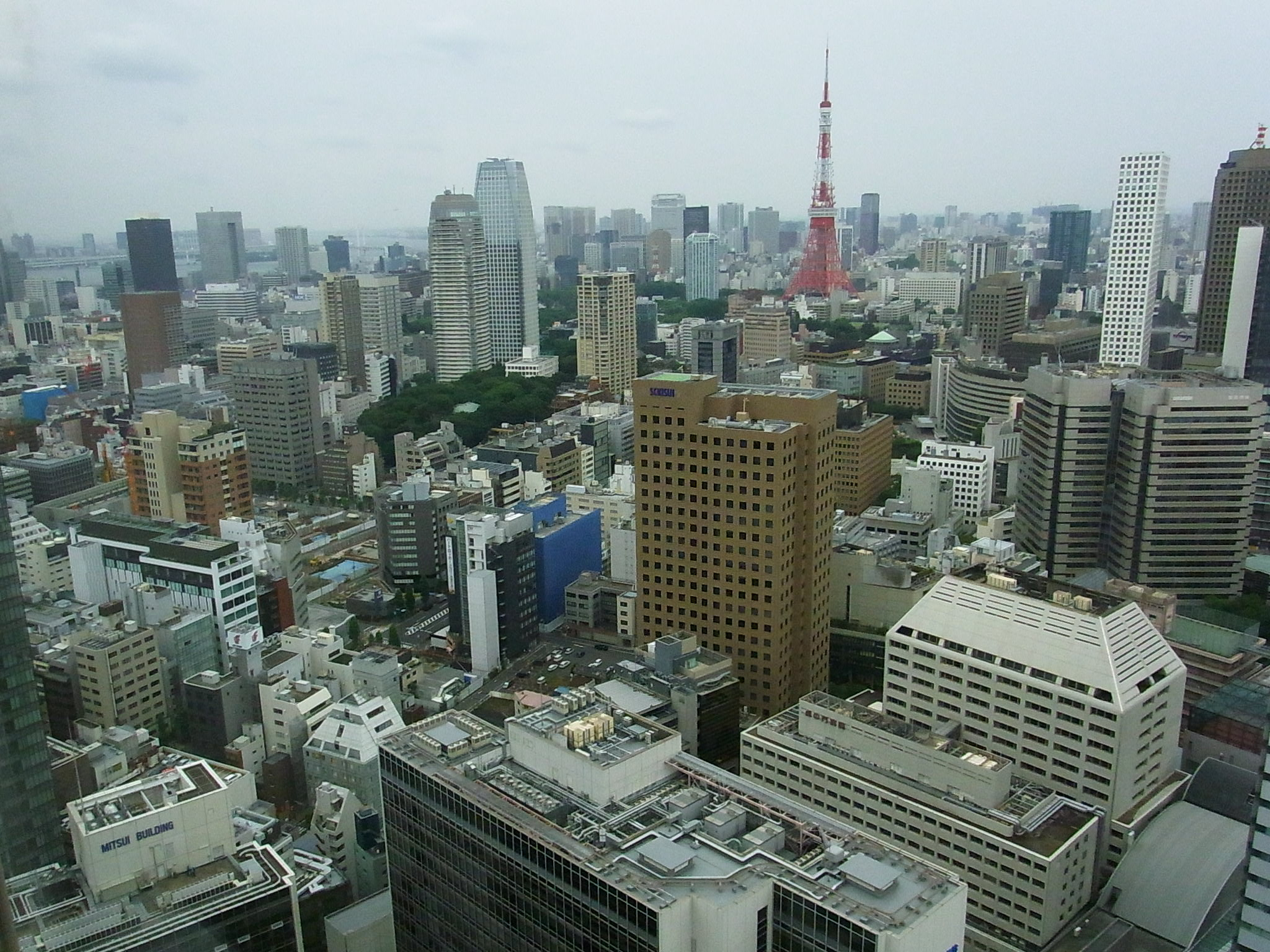
南側の東京タワー等を見る（2010年6月20日撮影）